# Odznaka Zasłużony w pracy PTTK wśród młodzieży
Odznaka Zasłużony w pracy PTTK wśród młodzieży – odznaczenie Polskiego Towarzystwa Turystyczno-Krajoznawczego za aktywną działalności w PTTK wśród młodzieży.

## Historia
Odznaczenie ustanowiono w 1974, aby docenić prace opiekunów i nauczycieli w wychowywaniu młodzieży. Wchodzi w skład Systemu wyróżnień i odznaczeń członków i jednostek organizacyjnych Polskiego Towarzystwa Turystyczno-Krajoznawczego, zatwierdzonego uchwałą Zarządu Głównego PTTK nr 350/XVII/2012 z 29 września 2012.
Przyznawane jest przez Zarząd Główny PTTK na wniosek władz kół i klubów PTTK (za pośrednictwem zarządu oddziału), zarządu oddziału, jednostki regionalnej, władz naczelnych PTTK oraz komisji, rad i zespołów Zarządu Głównego PTTK.
Odznaczenie do 2012 przyznawane było w dwóch stopniach:
- srebrnym – za 3 lata działalności w PTTK wśród młodzieży,
- złotym – za kolejne 5 lat działalności w PTTK wśród młodzieży,

Do końca 2010 przyznano 8426 odznaczeń w stopniu srebrnym i 4777 w stopniu złotym.

## Stopnie
Od 2012 odznaczenie przyznawane jest w trzech stopniach:
- brązowym – za 4 lata aktywnej działalności w PTTK wśród młodzieży,
- srebrnym – za 6 lat aktywnej działalności w PTTK wśród młodzieży,
- złotym – za 8 lat aktywnej działalności w PTTK wśród młodzieży.

## Opis
Odznaczenie ma kształt liścia, w podstawie którego znajduje się stylizowany znak organizacyjny PTTK. Znak ten ma formę tarczy kompasu z zaznaczonymi 16 kierunkami na okręgu (z przerwami na cztery oznaczenia literowe: N, E, S, W), w którego wewnętrzne koło wpisane są: granice Polski z zielonym wypełnieniem, biało-czerwona strzałka kompasu (złożona z czterech trójkątów prostokątnych i wychylona w kierunku pomiędzy NNE a NE) oraz biegnący przez środek napis PTTK. Odznaczenie jest wykonane z metalu w kolorze odpowiednio brązowym, srebrnym i złotym, który w znacznej części pokryty jest zieloną emalią. Poniżej liścia znajduje się napis: ZA PRACĘ Z MŁODZIEŻĄ. Wraz z odznaczeniem wręczana jest legitymacja.